# Лимбэу, Марьяна
Марьяна Лимбэу (рум. Mariana Limbău; 25 августа 1977, Вадул-Молдовей) — румынская гребчиха-байдарочница, выступала за сборную Румынии во второй половине 1990-х годов. Бронзовая призёрша летних Олимпийских игр в Сиднее, двукратная чемпионка Европы, победительница многих регат национального и международного значения.

## Биография
Марьяна Лимбэу родилась 25 августа 1977 года в коммуне Вадул-Молдовей жудеца Сучава.
Первого серьёзного успеха на взрослом международном уровне добилась в 1997 году, когда попала в основной состав румынской национальной сборной и побывала на возобновлённом чемпионате Европы в болгарском Пловдиве, откуда привезла сразу пять наград различного достоинства, в том числе две золотые награды в зачёте четырёхместных байдарок на дистанциях 200 и 500 метров, серебряную в байдарках-двойках на пятистах метрах, а также две бронзовые награды в двойках на двухстах и тысяче метрах.
Благодаря череде удачных выступлений Лимбэу удостоилась права защищать честь страны на летних Олимпийских играх 2000 года в Сиднее — в составе четырёхместного экипажа, куда также вошли гребчихи Ралука Ионицэ, Элена Раду и Санда Тома, завоевала на дистанции 500 метров бронзовую медаль, проиграв на финише только экипажам из Германии и Венгрии. Кроме того, в паре с Йоницэ стартовала в двойках на пятистах метрах, но здесь показала в решающем заезде четвёртый результат, немного не дотянув до призовых позиций. Вскоре по окончании этих соревнований приняла решение завершить карьеру профессиональной спортсменки, уступив место в сборной молодым румынским гребчихам.